# Discografia de Francisco Alves
Esta lista reúne a discografia do cantor brasileiro Francisco Alves, considerado na sua época o "Rei da Voz". 
A extensa produção de Alves teve pelo comerciante de discos e colecionador paulistano Walter Teixeira Alves a reunião de toda ela, muitas consideradas raridades; por instância de Roberto Gambardelli, também colecionador, em 1988 ele publicou a obra "Discografia de Francisco Alves" onde, além de explicar que o papel de uma discografia transcende o simples relacionar tedioso daquilo que o artista gravou, é principalmente "o instrumento básico para todo estudo sério da música popular. A discografia elimina as dúvidas, previne os erros, baliza o tempo e pondera os valores artísticos"; na obra Teixeira Alves traz, ainda, uma pequena biografia do artista e explica como se faziam as gravações nas décadas de 1920 e 1930.
Na década de 1920 Alves gravou para uma série de discos pelo selo Odeonette que trazia num dos lados uma canção de um cantor e no verso a orquestração de alguma canção popular; nesta série Chico Alves gravou doze álbuns com 15 cm de diâmetro, em 78 rotações. O compositor Almirante contava que, a partir de 1928, Alves lançou suplementos pela Parlophon paralelos aos discos pela Odeon; enquanto nesta usava o nome real, naquela usava o apelido de Chico Viola; isto gerou confusão mesmo em pessoas do ramo artístico, que debatiam qual dos dois cantores seria o melhor: uns diziam ser Francisco, outros o Chico — discutindo sobre a mesma voz e o mesmo cantor.
Era considerado um filtro de boas canções; quando um compositor lhe oferecia algo de sua lavra para que gravasse e era por ele rejeitado, o autor escondia o fato para que seu trabalho não fosse desvalorizado; tinha fama de ter comprado as músicas que muitas vezes assinava como compositor, mas a realidade é que consagrou muitos autores anônimos; fez dueto com o também cantor Mário Reis, que terminou em 1933 de forma pouco amistosa, e chegou a controlar a produção de artistas como Noel Rosa.
Em 1987 várias de suas gravações foram relançadas, antecipando o centenário de nascimento do cantor, no ano seguinte; pela BMG Ariola várias de suas músicas compunham uma caixa de clássicos da MPB; A Collector's do Rio de Janeiro relançou parte de sua obra em seis CDs; e o selo Revivendo da cidade de Curitiba outros três.

## 78 rotações

### 1919 a 1930

Francisco Alves recebe fãs.

| Ano  | Singles                                                      | Singles                                                            | Gravadora |
| Ano  | Lado A                                                       | Lado B                                                             | Gravadora |
| ---- | ------------------------------------------------------------ | ------------------------------------------------------------------ | --------- |
| 1919 | Alivia estes olhos                                           | —                                                                  | Popular   |
| 1919 | Fala, meu louro                                              | —                                                                  | Popular   |
| 1919 | O pé de anjo                                                 | —                                                                  | Popular   |
| 1924 | Mademoiselle cinema                                          | —                                                                  | Odeon     |
| 1924 | Não me passo pra você                                        | —                                                                  | Odeon     |
| 1924 | Miúdo                                                        | —                                                                  | Odeon     |
| 1927 | Nego D'Angola                                                | Cangote cheiroso                                                   | Odeon     |
| 1927 | Eu não era assim                                             | Vou te deixar                                                      | Odeon     |
| 1927 | Cangote raspado                                              | —                                                                  | Odeon     |
| 1927 | Não quero saber                                              | —                                                                  | Odeon     |
| 1927 | Juriti                                                       | A verdade e a mentira                                              | Odeon     |
| 1927 | Olgarina                                                     | Mágoa sertaneja                                                    | Odeon     |
| 1927 | Os canoeiros do norte                                        | Canção do seresteiro                                               | Odeon     |
| 1927 | Canção antiga                                                | Na roça                                                            | Odeon     |
| 1927 | Quem não chora não mama                                      | —                                                                  | Odeon     |
| 1927 | Paquita                                                      | —                                                                  | Odeon     |
| 1927 | Uma noite de festas na roça                                  | Sogra versus Central                                               | Odeon     |
| 1927 | Salve Jaú                                                    | —                                                                  | Odeon     |
| 1927 | Vem cá Jaú                                                   | Dê no quer der                                                     | Odeon     |
| 1927 | Asas do Jaú                                                  | Pé de elefante                                                     | Odeon     |
| 1927 | Nosso Jaú                                                    | —                                                                  | Odeon     |
| 1927 | Fogo no meu coração                                          | —                                                                  | Odeon     |
| 1927 | Passarinho do má                                             | —                                                                  | Odeon     |
| 1927 | O cantor do jazz                                             | orquestração                                                       | Odeonette |
| 1927 | Rosa, meu bem                                                | orquestração                                                       | Odeonette |
| 1927 | Pinta, pinta melindrosa                                      | orquestração                                                       | Odeonette |
| 1927 | Morena do sertão                                             | orquestração                                                       | Odeonette |
| 1927 | Bambo-bambu                                                  | orquestração                                                       | Odeonette |
| 1927 | Samba da madrugada                                           | orquestração                                                       | Odeonette |
| 1927 | Chuá, chuá                                                   | orquestração                                                       | Odeonette |
| 1927 | Nosso Jaú                                                    | orquestração                                                       | Odeonette |
| 1927 | Ai, seu Mé                                                   | orquestração                                                       | Odeonette |
| 1927 | Fumando espero                                               | orquestração                                                       | Odeonette |
| 1927 | Braço de cera                                                | orquestração                                                       | Odeonette |
| 1927 | Seu Julinho vem                                              | orquestração                                                       | Odeonette |
| 1927 | O que é nosso                                                | —                                                                  | Odeon     |
| 1927 | Samba da madrugada                                           | —                                                                  | Odeon     |
| 1927 | Cassino Maxixe                                               | —                                                                  | Odeon     |
| 1927 | Ora vejam só                                                 | —                                                                  | Odeon     |
| 1927 | Ai Lelé lé lé                                                | —                                                                  | Odeon     |
| 1927 | Foi você quem me deixou                                      | —                                                                  | Odeon     |
| 1927 | Você quebrou                                                 | —                                                                  | Odeon     |
| 1927 | Não zombes de mim                                            | —                                                                  | Odeon     |
| 1927 | Gracinha                                                     | —                                                                  | Odeon     |
| 1927 | Pombinhos                                                    | —                                                                  | Odeon     |
| 1927 | Geladeira                                                    | —                                                                  | Odeon     |
| 1927 | Só na Bahia tem                                              | —                                                                  | Odeon     |
| 1927 | Trepadeira                                                   | —                                                                  | Odeon     |
| 1927 | Samba charleston                                             | —                                                                  | Odeon     |
| 1927 | Mau olhado                                                   | —                                                                  | Odeon     |
| 1927 | Manequinho                                                   | —                                                                  | Odeon     |
| 1927 | Beijos em excesso                                            | —                                                                  | Odeon     |
| 1927 | Pequei em te beijar                                          | —                                                                  | Odeon     |
| 1927 | Só para gozar                                                | —                                                                  | Odeon     |
| 1927 | Sonhei contigo                                               | —                                                                  | Odeon     |
| 1928 | A favela vai abaixo                                          | Cuscus                                                             | Odeon     |
| 1928 | Ai Balbina                                                   | Josefina                                                           | Odeon     |
| 1928 | Nega no fogão                                                | Deixa ela                                                          | Odeon     |
| 1928 | Não quero saber mais deles                                   | Ciúme louco                                                        | Odeon     |
| 1928 | Não quero saber mais dela                                    | Me faz carinhos                                                    | Odeon     |
| 1928 | Sete flexas                                                  | Samba de nego                                                      | Odeon     |
| 1928 | Piscando o olho                                              | Tentação                                                           | Odeon     |
| 1928 | O bobalhão                                                   | A malandragem                                                      | Odeon     |
| 1928 | É no Leblon                                                  | Ai, pirata                                                         | Odeon     |
| 1928 | Enlevo                                                       | Amar a uma só mulher                                               | Odeon     |
| 1928 | Caridade                                                     | Pesadelo                                                           | Odeon     |
| 1928 | Coisinhas                                                    | Já sei porque é...                                                 | Odeon     |
| 1928 | Ai, eu queria                                                | Eu vou chorar                                                      | Odeon     |
| 1928 | Tereza                                                       | Eu fui no mato crioula                                             | Odeon     |
| 1928 | Foi você                                                     | Xô canarinho                                                       | Odeon     |
| 1928 | Ora vejam só                                                 | Puxa, puxa                                                         | Odeon     |
| 1928 | Zezé                                                         | Tua saia é curta                                                   | Odeon     |
| 1928 | Festa de branco                                              | Dois amores é mentira                                              | Odeon     |
| 1928 | Curió                                                        | Esfregado                                                          | Odeon     |
| 1928 | Não se meta                                                  | Lavadeira                                                          | Odeon     |
| 1928 | Não posso comer sem molho                                    | Beijos à beça                                                      | Odeon     |
| 1928 | Foram-se os malandros                                        | É bebé (Não faltava mais nada)                                     | Odeon     |
| 1928 | Por que falas tanto?                                         | Cabrocha                                                           | Odeon     |
| 1928 | Tira canga                                                   | Tire o meu nome do meio                                            | Odeon     |
| 1928 | Tesourinha                                                   | Sou do meu bem                                                     | Odeon     |
| 1928 | Sonho de gaúcho                                              | Campanha do sul                                                    | Odeon     |
| 1928 | Sílvia                                                       | Araca                                                              | Odeon     |
| 1928 | Meu suquinho                                                 | Que pequena levada                                                 | Odeon     |
| 1928 | Pião                                                         | Cateretê dos almofadinhas                                          | Odeon     |
| 1928 | Toada sertaneja                                              | Malandrinha                                                        | Odeon     |
| 1928 | Passarinho bateu asas                                        | O perfume da crioula                                               | Odeon     |
| 1928 | Rio de Janeiro                                               | —                                                                  | Odeon     |
| 1928 | Mal-aventurado                                               | Suspirando                                                         | Odeon     |
| 1928 | Loló                                                         | Vou te buscar                                                      | Odeon     |
| 1928 | Sofia                                                        | Ninguém se entende                                                 | Odeon     |
| 1928 | Oh! Colette                                                  | Foi um sonho                                                       | Odeon     |
| 1928 | Fim de romance                                               | Copacabana                                                         | Odeon     |
| 1928 | Eu quero é nota                                              | Eu vou te abandonar                                                | Odeon     |
| 1928 | Sertaneja                                                    | Quanto sofri                                                       | Odeon     |
| 1928 | A voz do amor                                                | Caprichosa                                                         | Odeon     |
| 1928 | Traição                                                      | Leão da noite (Flor de sangue)                                     | Odeon     |
| 1928 | Noite de Reis                                                | Por quê partistes                                                  | Odeon     |
| 1928 | Saudades                                                     | Ao luar                                                            | Odeon     |
| 1928 | Gauchita formosa                                             | Sapoti                                                             | Odeon     |
| 1928 | Foste, não és mais...                                        | Misteriosa                                                         | Odeon     |
| 1928 | Aves sem ninho                                               | Canção da noite                                                    | Odeon     |
| 1928 | Ruana                                                        | Barbuleta, barbuleta                                               | Odeon     |
| 1928 | Adios mis farras                                             | —                                                                  | Odeon     |
| 1928 | Castelo de luar                                              | Meu pensamento                                                     | Odeon     |
| 1928 | Porque me haces sufrir                                       | Amanhã                                                             | Odeon     |
| 1928 | Meu sabiá                                                    | Samba de verdade                                                   | Odeon     |
| 1928 | Lulu... acende a luz                                         | Não é isso que eu procuro                                          | Odeon     |
| 1928 | Rainha... das crioulas                                       | Sonho revelador!...                                                | Odeon     |
| 1928 | Coração de Maria                                             | Suprema                                                            | Odeon     |
| 1928 | Cabocla do sertão                                            | Rancho vazio                                                       | Odeon     |
| 1928 | Seu Voronoff                                                 | Não faço fé contigo                                                | Odeon     |
| 1928 | Quem eu deixar não quero mais                                | Quem me dera morena                                                | Odeon     |
| 1928 | Eu vivo assim                                                | Eterna                                                             | Odeon     |
| 1928 | Nuvens                                                       | Exaltação                                                          | Odeon     |
| 1928 | Olhos japoneses                                              | Serenata de amor                                                   | Parlophon |
| 1928 | O gaúcho                                                     | Uma noite de serenata                                              | Parlophon |
| 1928 | Casanova                                                     | Dança meu bem                                                      | Parlophon |
| 1928 | É meu cantar                                                 | Periquito                                                          | Parlophon |
| 1928 | A voz do violão                                              | Até as flores mentem                                               | Parlophon |
| 1928 | Visão de amor                                                | Cafuné                                                             | Parlophon |
| 1928 | Recordando                                                   | Ah! Tudo passa na vida                                             | Parlophon |
| 1928 | Que vale a nota sem o carinho da mulher                      | —                                                                  | Parlophon |
| 1928 | Esta noche me emborracho                                     | Adios muchachos                                                    | Parlophon |
| 1928 | My blue heaven                                               | —                                                                  | Parlophon |
| 1928 | Lembranças                                                   | —                                                                  | Parlophon |
| 1929 | Que infeliz sorte                                            | Pra mim chega                                                      | Odeon     |
| 1929 | Favorito                                                     | Outono                                                             | Odeon     |
| 1929 | Zorô                                                         | Vem comer do meu angu                                              | Odeon     |
| 1929 | Dor de recordar                                              | A voz do violão                                                    | Odeon     |
| 1929 | É no toco da goiaba                                          | Vão por mim (Harmonia, harmonia)                                   | Odeon     |
| 1929 | Eu beijo a sua mão madame                                    | Goes who                                                           | Odeon     |
| 1929 | Meu barco é veleiro-Benedito Pretinho                        | Vadeia cabocolinho                                                 | Odeon     |
| 1929 | Goes who                                                     | Some sweet day (Um belo dia)                                       | Odeon     |
| 1929 | Why can't you?                                               | I'm in seventh heaven                                              | Odeon     |
| 1929 | É sopa (17 a 3)                                              | Golpe errado                                                       | Odeon     |
| 1929 | True heaven                                                  | —                                                                  | Odeon     |
| 1929 | Eu queria saber                                              | Mulata                                                             | Odeon     |
| 1929 | Já me esqueci de você                                        | Sonhei                                                             | Odeon     |
| 1929 | Pagan love song                                              | My mother's eyes                                                   | Odeon     |
| 1929 | Breakaway                                                    | That's you baby                                                    | Odeon     |
| 1929 | Casinha de sapé                                              | Segura o boi                                                       | Odeon     |
| 1929 | Yo te amo (Te quero meu amor)                                | Jeannine                                                           | Odeon     |
| 1929 | Eu beijo a sua mão madame                                    | Raquel                                                             | Odeon     |
| 1929 | Broadway melody                                              | Coquette                                                           | Odeon     |
| 1929 | Casa do paulista                                             | Eu quero uma mulher bem preta                                      | Odeon     |
| 1929 | Eu quero falar (Seu Julinho)                                 | Para mim perdeste o valor                                          | Odeon     |
| 1929 | Arranje uma pequena                                          | —                                                                  | Odeon     |
| 1929 | Torna a vortá                                                | Rio chic                                                           | Odeon     |
| 1929 | Malandro                                                     | Não sou baú                                                        | Odeon     |
| 1929 | Entre dois fogos                                             | Angelina                                                           | Odeon     |
| 1929 | Coração volúvel                                              | Mulher venenosa                                                    | Odeon     |
| 1929 | Yo te soñe!                                                  | Sonhar é viver                                                     | Odeon     |
| 1929 | Marion                                                       | —                                                                  | Odeon     |
| 1929 | Eu quero sossego                                             | Tomara                                                             | Odeon     |
| 1929 | Bambo-bambu                                                  | Meu amor, te juro                                                  | Odeon     |
| 1929 | Seu Julinho vem                                              | Morena advinha que eu gosto de ti                                  | Odeon     |
| 1929 | Mulher enigma                                                | Viver sem amar alguém                                              | Odeon     |
| 1929 | A dança rubra (Um dia qualquer)                              | Falsidade                                                          | Odeon     |
| 1929 | Vem colombina                                                | Amizade                                                            | Odeon     |
| 1929 | Sapo cururu                                                  | O preto velho Cambina                                              | Odeon     |
| 1929 | Só quero amor assim                                          | Casá é bão                                                         | Odeon     |
| 1929 | Não dou palpite                                              | Vai ou racha                                                       | Odeon     |
| 1929 | Tereza, Tereza                                               | Digo-te a verdade                                                  | Odeon     |
| 1929 | Lua nova                                                     | Beija-flor                                                         | Odeon     |
| 1929 | Eu quero uma mulher                                          | Malabá                                                             | Odeon     |
| 1929 | Zum, zum, zum, meu violão                                    | Diz o que tem                                                      | Odeon     |
| 1929 | Carnaval                                                     | Cafajeste                                                          | Odeon     |
| 1929 | Adeus mulata                                                 | Chiquinha meu amoire                                               | Odeon     |
| 1929 | Eu não sou bicho                                             | Dando o valor (Samba do afeto)                                     | Odeon     |
| 1929 | Amor profanado                                               | Nunca mais                                                         | Odeon     |
| 1929 | Coração de borboleta                                         | Sem a nota é que os carinhos têm valor                             | Odeon     |
| 1929 | É sim senhor                                                 | Seu doutor                                                         | Odeon     |
| 1929 | Cariocadas                                                   | Meu passarinho...voou                                              | Odeon     |
| 1929 | Olha o boi                                                   | Olhos negros                                                       | Odeon     |
| 1929 | Água de coco                                                 | —                                                                  | Odeon     |
| 1929 | Isto é o Brasil                                              | —                                                                  | Odeon     |
| 1929 | Estás com o dinheiro aí                                      | Desprezo de uma noiva                                              | Parlophon |
| 1929 | Amor na Penha                                                | Quem cala consente                                                 | Parlophon |
| 1929 | Déa                                                          | —                                                                  | Parlophon |
| 1929 | Chiquinha                                                    | Um beijo não é pecado                                              | Parlophon |
| 1929 | Nas serras mineiras                                          | —                                                                  | Parlophon |
| 1929 | O cantor do jazz                                             | —                                                                  | Parlophon |
| 1929 | Que noite!... E que pequena                                  | Encontrei a felicidade                                             | Parlophon |
| 1929 | Não posso negar                                              | Não quero mais mulher                                              | Parlophon |
| 1929 | Rosa desfolhada                                              | Lágrimas ocultas                                                   | Parlophon |
| 1929 | Só minha                                                     | —                                                                  | Parlophon |
| 1929 | Paradise and you                                             | Arranje uma pequena                                                | Parlophon |
| 1929 | Aurora                                                       | Mariposa                                                           | Parlophon |
| 1929 | Caboré                                                       | Ivone                                                              | Parlophon |
| 1929 | Almas simples                                                | Meu Brasil                                                         | Parlophon |
| 1929 | És feliz                                                     | Bahia                                                              | Parlophon |
| 1929 | Uma coisinha gostosa chamada amor                            | In old Tia Juana                                                   | Parlophon |
| 1929 | Chiribiribi                                                  | Lamentos de um matuto                                              | Parlophon |
| 1929 | Feiosa                                                       | Meu benzinho                                                       | Parlophon |
| 1929 | Mulher enigma                                                | Madre Helena                                                       | Parlophon |
| 1929 | Isto não é amar                                              | Por que me abandonas                                               | Parlophon |
| 1929 | Chiquita                                                     | Eu não posso dar-te mais que amor                                  | Parlophon |
| 1929 | Comigo não, violão                                           | Não venhas assim                                                   | Parlophon |
| 1929 | Psiu! Psiu!                                                  | A família é boa                                                    | Parlophon |
| 1929 | Meiga flor                                                   | Não jures                                                          | Parlophon |
| 1929 | Seu doutor                                                   | Não posso mais                                                     | Parlophon |
| 1929 | Cateretê paulista                                            | Radiosa                                                            | Parlophon |
| 1929 | Angela mia                                                   | Arlete                                                             | Parlophon |
| 1929 | Tenho medo de você                                           | Mal me queres                                                      | Parlophon |
| 1929 | O bolina                                                     | Passa por lá                                                       | Parlophon |
| 1929 | Diz meu amor                                                 | O feitiço é um fato                                                | Parlophon |
| 1930 | Miami                                                        | Escrita complicada                                                 | Parlophon |
| 1930 | Saudade                                                      | Jurei                                                              | Parlophon |
| 1930 | Negando um lamento                                           | Anjo pecador                                                       | Parlophon |
| 1930 | Canção do vaqueiro                                           | Carta de amor                                                      | Parlophon |
| 1930 | Oh seu coronel                                               | Corpo sadio                                                        | Parlophon |
| 1930 | Não nasci para trabalhar                                     | —                                                                  | Parlophon |
| 1930 | Coração                                                      | E diremo-nos adeus                                                 | Parlophon |
| 1930 | Sapequinha                                                   | Ceia dançante                                                      | Parlophon |
| 1930 | Favorito                                                     | Outono                                                             | Parlophon |
| 1930 | Dor sem consolo                                              | Rapsódia de amor                                                   | Parlophon |
| 1930 | Sempre é tempo de amar (Anytime's the time to fall in love)  | Varrendo as nuvens (Up on top of rainbow sweeping the clouds away) | Odeon     |
| 1930 | Deixa essa mulher chorar                                     | Quá, quá, quá                                                      | Odeon     |
| 1930 | Talento e formosura                                          | Bem-te-vi                                                          | Odeon     |
| 1930 | Hino a João Pessoa                                           | —                                                                  | Odeon     |
| 1930 | Canto dos vagabundos                                         | Se eu fosse rei                                                    | Odeon     |
| 1930 | A mais bela portuguesa                                       | Tu já foste boa                                                    | Odeon     |
| 1930 | Valsa do rei vagabundo                                       | Somente uma rosa                                                   | Odeon     |
| 1930 | Se estou sonhando (If i'm dreaming)                          | Sally                                                              | Odeon     |
| 1930 | Dor de uma saudade                                           | Não preciso de você                                                | Odeon     |
| 1930 | Gaúcha                                                       | —                                                                  | Odeon     |
| 1930 | Prá que casá                                                 | Arranjei outra                                                     | Odeon     |
| 1930 | Kalatan                                                      | Tristeza havaiana                                                  | Odeon     |
| 1930 | Se você me quisesse                                          | Serenata do pastor                                                 | Odeon     |
| 1930 | Miss...Elânia                                                | Rosinha                                                            | Odeon     |
| 1930 | Sou da Saúde                                                 | Quando souberes amar                                               | Odeon     |
| 1930 | Um filme falando de você (If i had a talking picture of you) | Turn on the heat                                                   | Odeon     |
| 1930 | Por que será?                                                | Ave de rapina                                                      | Odeon     |
| 1930 | Prá sinhozinho drumi                                         | No Peji de Oxóssi                                                  | Odeon     |
| 1930 | A cruz das estrelas                                          | —                                                                  | Odeon     |
| 1930 | Porque gosto de você                                         | Sai da chuva                                                       | Odeon     |
| 1930 | Ô-ba                                                         | De tanga                                                           | Odeon     |
| 1930 | Não se esqueça de seu bem                                    | Se meu amor me vê                                                  | Odeon     |
| 1930 | Falsa mulher                                                 | Palhaço                                                            | Odeon     |
| 1930 | Não quero mais                                               | Ai! Meu bem                                                        | Odeon     |
| 1930 | Melindrosa futurista                                         | —                                                                  | Odeon     |
| 1930 | Vem cá, neném!                                               | Digo já                                                            | Odeon     |
| 1930 | Dá nela                                                      | No reinado da alegria                                              | Odeon     |
| 1930 | Marianne                                                     | Adda                                                               | Odeon     |
| 1930 | Saudades                                                     | Caboquinha                                                         | Odeon     |
| 1930 | Boquinha de anjo                                             | Eu já te vi com alguém                                             | Odeon     |
| 1930 | Quando a mulher não quer                                     | Essa nega é da Bahia                                               | Odeon     |
| 1930 | Olha a pomba                                                 | És ingrata...mulher                                                | Odeon     |
| 1930 | Too wonderful for words                                      | —                                                                  | Odeon     |
| 1930 | Oo-la-la-la-la                                               | The right kind of man                                              | Odeon     |
| 1930 | Vai recolher                                                 | Cadeirinha                                                         | Odeon     |

### Década de 1930
| Ano  | Singles                                                  | Singles                                                          | Gravadora |
| Ano  | Lado A                                                   | Lado B                                                           | Gravadora |
| ---- | -------------------------------------------------------- | ---------------------------------------------------------------- | --------- |
| 1931 | Oh! Dora                                                 | —                                                                | Odeon     |
| 1931 | Não é nada disso                                         | Vou me regenerar                                                 | Odeon     |
| 1931 | Marchinha do amor                                        | Liberdade                                                        | Odeon     |
| 1931 | Palpite                                                  | Mulher de malandro                                               | Odeon     |
| 1931 | Sinto saudade                                            | Ri para não chorar                                               | Odeon     |
| 1931 | Horas de amor                                            | Lenita                                                           | Odeon     |
| 1931 | Sergipana                                                | —                                                                | Odeon     |
| 1931 | É bom evitar                                             | —                                                                | Odeon     |
| 1931 | Mandinga de nego                                         | —                                                                | Odeon     |
| 1931 | Dançando com lágrimas nos olhos                          | Tormento                                                         | Odeon     |
| 1931 | Nem assim                                                | Anda, vem cá                                                     | Odeon     |
| 1931 | Olhos fatais                                             | Meu pensamento                                                   | Odeon     |
| 1931 | Eu bem sei                                               | Feiticeiro                                                       | Odeon     |
| 1931 | Deusa                                                    | Alma perversa                                                    | Odeon     |
| 1931 | Manoelina                                                | —                                                                | Odeon     |
| 1931 | Sozinho                                                  | Não te deixarei                                                  | Odeon     |
| 1931 | Cena carioca                                             | Folhas murchas                                                   | Odeon     |
| 1931 | Hino da legião mineira                                   | Olhos fatais                                                     | Odeon     |
| 1931 | Príncipe                                                 | Trovas de amor                                                   | Odeon     |
| 1931 | Arrependido                                              | O que será de mim                                                | Odeon     |
| 1931 | Onde tudo sorri                                          | Meu pensamento                                                   | Odeon     |
| 1931 | Cena caipira                                             | —                                                                | Odeon     |
| 1931 | Apanhando papel                                          | Ironia                                                           | Odeon     |
| 1931 | Dona Adelaide                                            | Riso fingido                                                     | Odeon     |
| 1931 | Ri palhaço                                               | Arturinha                                                        | Odeon     |
| 1931 | Frevo pernambucano                                       | A vida é boa                                                     | Odeon     |
| 1931 | Yira...Yira...                                           | Diz que sim                                                      | Odeon     |
| 1931 | Que me importa                                           | Padece                                                           | Odeon     |
| 1931 | Verbo ser                                                | Meu batalhão                                                     | Odeon     |
| 1931 | Não há                                                   | Se você jurar                                                    | Odeon     |
| 1931 | Nem é bom falar                                          | Olê-leô                                                          | Odeon     |
| 1931 | O nosso amor acabou                                      | Lua nova                                                         | Odeon     |
| 1931 | De mansinho entre as tulipas (Tip-toe thru' the tulipas) | Pintando as nuvens com o sol (Painting the clouds with sunshine) | Odeon     |
| 1931 | Sonhei                                                   | Você gosta de mim                                                | Parlophon |
| 1931 | Gosto, mas não é muito                                   | Amar                                                             | Parlophon |
| 1932 | A razão dá-se a quem tem                                 | Rir                                                              | Odeon     |
| 1932 | A saudade                                                | A despedida                                                      | Odeon     |
| 1932 | Ando cismado                                             | É peso                                                           | Odeon     |
| 1932 | Uma hora contigo                                         | Seremos sempre namorados                                         | Odeon     |
| 1932 | Meu companheiro                                          | Destino                                                          | Odeon     |
| 1932 | Não faz mal amor                                         | Nuvem que passou                                                 | Odeon     |
| 1932 | Tristezas não pagam dívidas                              | Para me livrar do mal                                            | Odeon     |
| 1932 | Valsa do beijo (The kiss waltz)                          | A vida é tudo...tudo para você                                   | Odeon     |
| 1932 | Salada chinesa                                           | Amor, delicioso amor                                             | Odeon     |
| 1932 | Perdão, meu bem                                          | Antes não te conhecesse                                          | Odeon     |
| 1932 | Marianinha                                               | Sol do coração                                                   | Odeon     |
| 1932 | Tudo tem fim                                             | Gandaia                                                          | Odeon     |
| 1932 | É preciso discutir                                       | Foi em sonho                                                     | Odeon     |
| 1932 | Você me enlouquece                                       | Viena, cidade dos meus sonhos                                    | Odeon     |
| 1933 | Brinca coração                                           | Estrela da manhã                                                 | Odeon     |
| 1933 | Só por ti                                                | Adeus mocidade                                                   | Odeon     |
| 1933 | Pálida morena                                            | Ouve esta canção                                                 | Odeon     |
| 1933 | Nunca dei a perceber                                     | Não digas                                                        | Odeon     |
| 1933 | Abelha da ironia                                         | Ciúme                                                            | Odeon     |
| 1933 | Quem não quer sou eu                                     | Não tem tradução                                                 | Odeon     |
| 1933 | Diga-me esta noite (Tell me tonight)                     | Amor imortal                                                     | Odeon     |
| 1933 | Você 'so... mente (c/Aurora Miranda)                     | Dona de minha vontade                                            | Odeon     |
| 1933 | Feitio de oração (c/Castro Barbosa)                      | Desacato (c/Castro Barbosa e Murilo Caldas)                      | Odeon     |
| 1933 | Garimpeiro do Rio das Garças                             | Canção do barqueiro                                              | Odeon     |
| 1933 | Cai, cai, balão                                          | Toque de amor                                                    | Odeon     |
| 1933 | Sei que vou perder                                       | Pra esquecer                                                     | Odeon     |
| 1933 | Tabuada                                                  | Mês de Maria                                                     | Odeon     |
| 1933 | Vai cavar a nota                                         | Qual foi o mal que eu te fiz?                                    | Odeon     |
| 1933 | Somente amigos                                           | A saudade não quer                                               | Odeon     |
| 1933 | Divina dama                                              | —                                                                | Odeon     |
| 1933 | Mas como...outra vez?                                    | Fita amarela                                                     | Odeon     |
| 1933 | Formosa                                                  | Primeiro amor                                                    | Odeon     |
| 1933 | Estamos esperando                                        | Tudo que você diz                                                | Odeon     |
| 1934 | Meu natal                                                | Linda mulher                                                     | Victor    |
| 1934 | Amor, muito amor                                         | Vai meu bem                                                      | Victor    |
| 1934 | Valsa da Champagne                                       | Que lindo dia vamos ter                                          | Victor    |
| 1934 | Durmo sonhando                                           | Reclamando a sorte                                               | Victor    |
| 1934 | Adeus                                                    | A mulher que ficou na taça                                       | Victor    |
| 1934 | Olha pra lua                                             | Hás de me pedir perdão                                           | Victor    |
| 1934 | Volta para o meu amor...                                 | Você veio sonhando para mim                                      | Victor    |
| 1934 | Não sei...                                               | Romance                                                          | Victor    |
| 1934 | Carneirinho                                              | Balão do amor                                                    | Victor    |
| 1934 | Vivo deste amor                                          | Quero morrer cantando                                            | Victor    |
| 1934 | Sob uma cascata                                          | Paisagens da minha terra                                         | Victor    |
| 1934 | Dei-te meu coração                                       | Por teu amor                                                     | Victor    |
| 1934 | Caboca                                                   | Palhaço do luar                                                  | Odeon     |
| 1934 | Dois amores                                              | Maria Rosa                                                       | Odeon     |
| 1934 | Anistia                                                  | Negra também é gente                                             | Odeon     |
| 1935 | Até o sol                                                | Na virada da montanha                                            | Victor    |
| 1935 | Um caboclinho                                            | Meu sonho morreu                                                 | Victor    |
| 1935 | Valsa do Rio                                             | A canção da fonte                                                | Victor    |
| 1935 | A vida é sempre a mesma coisa                            | Fui eu o seu primeiro amor; Entre nós dois                       | Victor    |
| 1935 | Você chorou                                              | Hei de ver-te um dia                                             | Victor    |
| 1935 | Era uma linda tarde                                      | Choro, sim                                                       | Victor    |
| 1935 | Sobe meu balão                                           | Meu São João                                                     | Victor    |
| 1935 | Olhando o céu todo enfeitado                             | Mais um balão                                                    | Victor    |
| 1935 | Ilha de Capri                                            | Teus beijos                                                      | Victor    |
| 1935 | Minha serenata                                           | Reminiscência                                                    | Victor    |
| 1935 | Moreninha sweepstake                                     | A melhor das três                                                | Victor    |
| 1935 | Ama-me uma vez                                           | Não deixo saudade                                                | Victor    |
| 1935 | Garota colossal                                          | O sereno é meu castigo                                           | Victor    |
| 1935 | Foi ela!...                                              | Grau dez...                                                      | Victor    |
| 1935 | Amores de estudante                                      | Meu Buenos Aires querido                                         | Victor    |
| 1936 | Lá vem ela chorando                                      | Chegou a sua vez                                                 | Victor    |
| 1936 | Uma furtiva lágrima                                      | Iaiá do balacuchê                                                | Victor    |
| 1936 | Guarda no coração                                        | A canção que eu fiz para você                                    | Victor    |
| 1936 | Vai meu samba                                            | Tu deves ser das tais                                            | Victor    |
| 1936 | Pelo amor que eu tenho a ela                             | Rio                                                              | Victor    |
| 1936 | Ela disse adeus                                          | Dor oculta                                                       | Victor    |
| 1936 | Reflorir da minha vida                                   | O samba que eu queria                                            | Victor    |
| 1936 | Pula a Fogueira                                          | Longe dos olhos                                                  | Victor    |
| 1936 | Favela                                                   | Já não és mais aquela                                            | Victor    |
| 1936 | Boa noite amor                                           | Lembro-me ainda                                                  | Victor    |
| 1936 | Me queimei                                               | É bom parar                                                      | Victor    |
| 1936 | Marido da Eva                                            | A.M.E.I.                                                         | Victor    |
| 1936 | Cadência                                                 | Comprei uma fantasia de pierrô                                   | Victor    |
| 1936 | Sem ela                                                  | Cachopa                                                          | Victor    |
| 1936 | Manhãs de sol                                            | Uma porta e uma janela                                           | Victor    |
| 1937 | Ando sofrendo                                            | Foi você                                                         | Odeon     |
| 1937 | Quero uma boêmia                                         | Mulata cor de jambo                                              | Odeon     |
| 1937 | P. R. Você                                               | Meu amor me abandonou                                            | Odeon     |
| 1937 | Meu sonho de criança                                     | Porque você voltou                                               | Odeon     |
| 1937 | Tua partida                                              | —                                                                | Victor    |
| 1937 | Serra da Boa Esperança                                   | Só nós dois no salão (e esta valsa)                              | Victor    |
| 1937 | Misterioso amor                                          | Canção do meu amor                                               | Victor    |
| 1937 | Parei com elas                                           | O que é que você quer mais?                                      | Victor    |
| 1938 | Meu primeiro amor                                        | Nada de novo na frente ocidental                                 | Odeon     |
| 1938 | Numa noite de céu estrelado                              | Sonhei com teus carinhos                                         | Odeon     |
| 1938 | Ainda uma vez                                            | Barcarola                                                        | Odeon     |
| 1938 | Boa noite senhorita                                      | Minha história                                                   | Odeon     |
| 1938 | Pra que mentir                                           | Encantamento                                                     | Odeon     |
| 1938 | Sevilhana                                                | Napolitana                                                       | Odeon     |
| 1938 | Saudade, esperança                                       | Meu romance                                                      | Odeon     |
| 1938 | Quero voltar a ser feliz                                 | A única lembrança                                                | Odeon     |
| 1938 | Ui, que medo eu tive!                                    | Júlia                                                            | Odeon     |
| 1938 | Carnaval na minha terra                                  | Fiquei louco                                                     | Odeon     |
| 1938 | De déu em déu                                            | Ela sabe e não diz                                               | Odeon     |
| 1938 | Como as ondas do mar                                     | Vão pro Scala de Milão                                           | Odeon     |
| 1939 | Dona Rita                                                | Triste pierrô                                                    | Columbia  |
| 1939 | Dama das camélias                                        | Ela teve razão                                                   | Columbia  |
| 1939 | Brasil!                                                  | Acorda Estela!                                                   | Columbia  |
| 1939 | Aquarela do Brasil I                                     | Aquarela do Brasil II                                            | Odeon     |
| 1939 | A voz do violão                                          | Valsa dos namorados                                              | Odeon     |
| 1939 | Vou-me embora amor                                       | Que tem você?                                                    | Odeon     |
| 1939 | Só você me faz viver                                     | Cruel destino                                                    | Odeon     |
| 1939 | Nossa melodia                                            | E não esqueço de você                                            | Odeon     |
| 1939 | Diga-me!                                                 | Minha adoração                                                   | Odeon     |
| 1939 | Rema, rema (Barqueiro sem voga)                          | Quem mandou você beber                                           | Odeon     |
| 1939 | Fica de lá                                               | Paz e amor                                                       | Odeon     |
| 1939 | Ora bolas                                                | Nunca chorei                                                     | Odeon     |
| 1940 | Se o nosso amor ainda existisse                          | Já fui feliz                                                     | Odeon     |
| 1940 | Onde o céu é mias azul                                   | A flor e o vento                                                 | Columbia  |
| 1940 | Fiz um samba                                             | Termina assim este romance                                       | Columbia  |
| 1940 | Em sonho ouvi                                            | Oh! Que dia tão feliz                                            | Columbia  |
| 1940 | No meu tempo de criança                                  | Eu garanto...                                                    | Columbia  |
| 1940 | Sob a máscara de veludo                                  | Ao ouvir esta canção hás de pensar em mim                        | Columbia  |
| 1940 | Linda judia                                              | Céu e mar                                                        | Columbia  |
| 1940 | Linda mexicana                                           | Solteiro é melhor                                                | Columbia  |
| 1940 | Quem chorou fui eu                                       | Despedida de Mangueira                                           | Columbia  |

### Década de 1940
| Ano  | Singles                                          | Singles                            | Gravadora   |
| Ano  | Lado A                                           | Lado B                             | Gravadora   |
| ---- | ------------------------------------------------ | ---------------------------------- | ----------- |
| 1941 | Alô, alô América                                 | Já passava das onze                | Odeon       |
| 1941 | Terra do samba                                   | Um agradinho é bom!...             | Odeon       |
| 1941 | Perfídia                                         | Eu sonhei que tu estavas tão linda | Odeon       |
| 1941 | Esmagando rosas                                  | Vivo bem na minha terra            | Odeon       |
| 1941 | Cidade de São Sebastião                          | Dizem que eu sou um mau rapaz      | Odeon       |
| 1941 | Canta Brasil I                                   | Canta Brasil II                    | Odeon       |
| 1941 | Jalousie (Ciúme)                                 | Valsa da despedida                 | Columbia    |
| 1941 | A dança do funiculi                              | Adeus mocidade                     | Columbia    |
| 1941 | Poleiro de pato é no chão                        | Eu não posso ver mulher            | Columbia    |
| 1941 | Até a volta                                      | Numa noite assim                   | Columbia    |
| 1942 | Se ela sente saudade                             | Ela                                | Odeon       |
| 1942 | O "V" da vitória                                 | Meu país verdadeiro                | Odeon       |
| 1942 | Terra de ouro                                    | Cavalinho teimoso                  | Odeon       |
| 1942 | Só vindo ao Brasil pra ver                       | Levanta-te meu amor                | Odeon       |
| 1942 | Prece de paz                                     | Maria Helena                       | Odeon       |
| 1942 | Capela de São João                               | Ai, ai, que pena                   | Odeon       |
| 1942 | Eu, você e mais ninguém                          | Amor próprio                       | Odeon       |
| 1942 | Carnaval de minha vida                           | Culpe-me                           | Odeon       |
| 1942 | Sabemos lutar                                    | Sabremos luchar                    | Odeon       |
| 1942 | Deixa a mulher sossegada                         | Sandália de prata                  | Odeon       |
| 1942 | Faço passo                                       | Quero, quero                       | Odeon       |
| 1942 | O chapéu da Leonor                               | Eu quero uma mulher                | Odeon       |
| 1943 | Valsa da despedida                               | Ciúme                              | Continental |
| 1943 | Adeus                                            | A mulher que ficou na taça         | Victor      |
| 1943 | Quantas são                                      | Céu cor de rosa                    | Odeon       |
| 1943 | O amor é sempre amor                             | Luar do sertão                     | Odeon       |
| 1943 | A mulher e a rosa                                | Marilena                           | Odeon       |
| 1943 | Se é pecado...                                   | Transformação                      | Odeon       |
| 1943 | Ainda serás minha                                | A dama de vermelho                 | Odeon       |
| 1943 | Depois da separação                              | Beija-me a boca                    | Odeon       |
| 1943 | Alza Manolita (I)                                | Alza Manolita (II)                 | Odeon       |
| 1943 | De pé Brasil                                     | Mocidade feliz                     | Odeon       |
| 1943 | Beija-me muito                                   | Sejas bem feliz                    | Odeon       |
| 1943 | Era eu                                           | A mulher tem razão                 | Odeon       |
| 1943 | Ela partiu...(Sabe moço?)                        | Adeus escola!                      | Odeon       |
| 1944 | Onde o céu azul é mais azul                      | A flor e o vento                   | Continental |
| 1944 | Adeus                                            | Enfrenta o trabalho                | Odeon       |
| 1944 | Para sempre adeus                                | Lagoa adormecida                   | Odeon       |
| 1944 | Canção do Expedicionário                         | Vitória! Vitória                   | Odeon       |
| 1944 | Mais uma história de amor (c/ Dalva de Oliveira) | Ternura                            | Odeon       |
| 1944 | Apogeu                                           | Teu erro                           | Odeon       |
| 1944 | Chuá, chuá                                       | Oi, iaiá baiana                    | Odeon       |
| 1944 | Percal                                           | Oração ao Bonfim                   | Odeon       |
| 1944 | Uno (Rosa vermelha)                              | A última valsa                     | Odeon       |
| 1944 | Nunca saberás                                    | Uma valsa azul                     | Odeon       |
| 1944 | A lavadeira                                      | —                                  | Odeon       |
| 1944 | Odete                                            | —                                  | Odeon       |
| 1944 | Eu brinco                                        | —                                  | Odeon       |
| 1945 | Sem ela                                          | Só nós dois no salão e essa valsa  | Victor      |
| 1945 | Na virada da montanha                            | Canção do meu amor                 | Victor      |
| 1945 | Serra da Boa Esperança                           | Misterioso amor                    | Victor      |
| 1945 | Noite santa silenciosa Amanhã vem Papai Noel     | Natal                              | Odeon       |
| 1945 | Palacete do Catete                               | Vaidosa                            | Odeon       |
| 1945 | O dia em que me queiras                          | Outrora                            | Odeon       |
| 1945 | Nanci                                            | Adios muchachos                    | Odeon       |
| 1945 | Mato verde                                       | Coração iluminado                  | Odeon       |
| 1945 | Deus salve a América                             | Granada                            | Odeon       |
| 1945 | Santa                                            | Rei sem coroa                      | Odeon       |
| 1945 | Cristal                                          | E a noite continua                 | Odeon       |
| 1945 | Ponciana                                         | Amor                               | Odeon       |
| 1945 | Malaguenha (c/Dalva de Oliveira)                 | Se a vida não melhorar             | Odeon       |
| 1945 | Haja carnaval ou não                             | Não é assim que se procede         | Odeon       |
| 1945 | A guerra acaba amanhã                            | Que rei sou eu?                    | Odeon       |
| 1945 | Isaura                                           | Vida de pobre                      | Odeon       |
| 1946 | Amada mia                                        | Fracasso                           | Odeon       |
| 1946 | Adeus pampa minha                                | O cigano                           | Odeon       |
| 1946 | Te quero, disseste                               | Para sempre teu                    | Odeon       |
| 1946 | Tristeza Marina                                  | Frenesi                            | Odeon       |
| 1946 | Deslumbramento                                   | Minha terra                        | Odeon       |
| 1946 | Não me conheço mais                              | —                                  | Odeon       |
| 1946 | Andorinha (c/Dalva de Oliveira)                  | Olinda                             | Odeon       |
| 1947 | Duas almas                                       | Dez minutos mais                   | Odeon       |
| 1947 | Bahia com "H"                                    | Caminhemos                         | Odeon       |
| 1947 | Mademoiselle                                     | Canção romântica                   | Odeon       |
| 1947 | Ave Maria                                        | Nervos de aço                      | Odeon       |
| 1947 | Cinco letras que choram (Adeus)                  | Você e a valsa                     | Odeon       |
| 1947 | Maria                                            | Marina                             | Odeon       |
| 1947 | Mexicanita (c/Dalva de Oliveira)                 | Palhaço                            | Odeon       |
| 1948 | Pra que recordar                                 | Madrugada                          | Odeon       |
| 1948 | Vidas mal traçadas                               | Um sonho que passou                | Odeon       |
| 1948 | Esses moços (Pobres moços)                       | Talvez, talvez, talvez, talvez     | Odeon       |
| 1948 | Quem há de dizer                                 | Maria lá-ó                         | Odeon       |
| 1948 | Mal-me-quer, bem-me-quer                         | Falta um zero no meu ordenado      | Odeon       |
| 1948 | Rasguei o meu pierrô                             | Telefona lá pra casa               | Odeon       |
| 1949 | Luar do sertão                                   | Cidade de São Sebastião            | Odeon       |
| 1949 | Palavras amigas                                  | Quando te encontrei                | Odeon       |
| 1949 | Velhas cartas de amor                            | A noite triste em que você não vem | Odeon       |
| 1949 | Inútil                                           | Beduína                            | Odeon       |
| 1949 | Chuvas de verão                                  | Maria Bonita                       | Odeon       |
| 1949 | Estou com tudo                                   | Pode matar que é bicho             | Odeon       |
| 1949 | Uma apresentação                                 | Maior é Deus                       | Odeon       |
| 1950 | Holandesa (c/Dalva de Oliveira)                  | Se o divórcio vier                 | Odeon       |
| 1950 | Deus lhe pague                                   | Lili                               | Odeon       |
| 1950 | Boa noite amor                                   | Na estrada do bosque               | Odeon       |
| 1950 | Aquarela mineira (I)                             | Aquarela mineira (II)              | Odeon       |
| 1950 | Forasteiro                                       | Maria Rosa                         | Odeon       |
| 1950 | Cadeira vazia                                    | Vem meu amor                       | Odeon       |
| 1950 | No jardim dos meus amores                        | Marcha dos brotinhos               | Odeon       |
| 1950 | Ximango                                          | A Lapa                             | Odeon       |

### Década de 1950
| Ano  | Singles                     | Singles                                   | Gravadora   |
| Ano  | Lado A                      | Lado B                                    | Gravadora   |
| ---- | --------------------------- | ----------------------------------------- | ----------- |
| 1951 | Canção de Natal do Brasil   | Sinos de Natal                            | Odeon       |
| 1951 | Convite ao samba            | Longa caminhada                           | Odeon       |
| 1951 | Estranha melodia            | Baía da Guanabara                         | Odeon       |
| 1951 | A voz do violão             | Lua nova                                  | Odeon       |
| 1951 | São Paulo coração do Brasil | Sem protocolo                             | Odeon       |
| 1951 | Saudades do passado         | Não sei                                   | Odeon       |
| 1951 | Retrato do velho            | Largo do Estácio                          | Odeon       |
| 1952 | Até a volta                 | numa noite assim                          | Continental |
| 1952 | Fiz um samba                | Termina assim esse romance                | Continental |
| 1952 | Sob a máscara de veludo     | Ao ouvir esta canção hás de pensar em mim | Continental |
| 1952 | Linda judia                 | Céu e mar                                 | Continental |
| 1952 | Linda mexicana              | Solteiro é melhor                         | Continental |
| 1952 | Quem chorou fui eu          | Despedida de Mangueira                    | Continental |
| 1952 | Dona Rita                   | Triste pierrô                             | Continental |
| 1952 | Dama das camélias           | Ela teve razão                            | Continental |
| 1952 | É bom parar                 | Foi ela                                   | RCA Victor  |
| 1952 | Brasil de amanhã            | Canção da criança                         | Odeon       |
| 1952 | No tempo da valsa           | Falando a verdade                         | Odeon       |
| 1952 | Valsa dos namorados         | Pra esquecer                              | Odeon       |
| 1952 | Tempo feliz                 | Pra São João decidir                      | Odeon       |
| 1952 | Milagre impossível          | Felicidade                                | Odeon       |
| 1952 | Ela                         | Que saudade                               | Odeon       |
| 1952 | Macaco quer banana          | Pra que sofrer                            | Odeon       |
| 1952 | Confete                     | Todo mundo chora                          | Odeon       |
| 1953 | Malandrinha*                | A mulher do meu amigo                     | Odeon       |

*Disco lançado postumamente

## Álbuns póstumos
| Ano  | Álbum                                                      | Gravadora                | Tipo | Observações |
| ---- | ---------------------------------------------------------- | ------------------------ | ---- | --- |
| 1963 | Os grandes sucessos de Francisco Alves                     | RCA-Camden               | LP   | — |
| 1964 | O melhor de Francisco Alves                                | Odeon                    | LP   | — |
| 1966 | O cantor de sempre                                         | Odeon                    | LP   | — |
| 1967 | Os carnavais antigos de Francisco Alves                    | Odeon                    | LP   | — |
| 1968 | Recordando o rei da voz com Dalva de Oliveira e Orquestra  | Musicolor                | LP   | — |
| 1968 | Francisco Alves - O Rei da Voz                             | RCA/Camden               | LP   | — |
| 1968 | Francisco Alves interpreta Sinhô                           | Odeon                    | LP   | — |
| 1968 | O imortal Rei da Voz                                       | Musicolor                | LP   | — |
| 1969 | O Rei da Voz - Vol. 2                                      | RCA/Camden               | LP   | — |
| 1969 | Francisco Alves - O cantor eclético                        | Odeon                    | LP   | — |
| 1971 | O Rei da Voz - Vol. 3                                      | RCA/Camden               | LP   | — |
| 1973 | Chico Viola - Tributo a Francisco Alves                    | Odeon                    | LP   | — |
| 1974 | Francisco Alves                                            | Continental/Cultural     | LP   | — |
| 1975 | A voz do rei...                                            | Odeon                    | LP   | — |
| 1977 | Homenagem ao 25o. Aniversário de falecimento do Rei da Voz | Continental              | LP   | — |
| 1986 | Francisco Alves                                            | Collector's Editora Ltda | LP   | — |
| 1987 | Francisco Alves 35 anos depois...                          | Collector's Editora Ltda | LP   | — |
| 1988 | Homenagem a Francisco Alves                                | EMI/Moto Discos          | LP   | — |
| 1988 | Francisco Alves e seus sucessos                            | Collector's Editora Ltda | LP   | — |
| 1989 | Francisco Alves                                            | Collector's Editora Ltda | LP   | — |
| 1989 | Canção do expedicionário                                   | EMI/Moto Discos          | LP   | — |
| 1992 | O único Rei da Voz - Vol. 1                                | Collector's Editora Ltda | LP   | — |
| 1992 | O único Rei da Voz - Vol. 2                                | Collector's Editora Ltda | LP   | — |
| 2002 | Francisco Alves e Mario Reis                               | Odeon                    | CD   | coleção "10 Polegadas" (Reúne os discos “Os grandes sucessos de Mario Reis e Francisco Alves” e “Álbum da Saudade”, de Francisco Alves, remasterizados) |
| 2004 | In Memoriam: Francisco Alves                               | Sony Music               | CD   | — |

### Sem data precisa
Os seguintes álbuns não puderam ter a data de lançamento apurada.
| Período       | Álbum                                                | Gravadora               | Tipo                     | Observações                                               |
| ------------- | ---------------------------------------------------- | ----------------------- | ------------------------ | --------------------------------------------------------- |
| xx            | Uma Tarde do Dia 27 de Setembro de 1952              | Continental/Moto Discos | LP                       | —                                                         |
| 195x          | Os duetos de Francisco Alves e Mario Reis            | Odeon                   | 33 rotações/10 polegadas | Álbum póstumo, sem a data de lançamento (Nº série: 3075). |
| Antes de 1960 | Francisco Alves                                      | Odeon                   | 33/10 pol.               | —                                                         |
| Antes de 1960 | Homenagem ao rei Francisco Alves                     | Imperial                | LP                       | —                                                         |
| Antes de 1960 | O Rei da Voz                                         | Odeon                   | LP                       | —                                                         |
| Antes de 1970 | Francisco Alves                                      | Odeon                   | LP                       | —                                                         |
| Antes de 1970 | Francisco Alves e seus amigos                        | Odeon                   | LP                       | —                                                         |
| Antes de 1970 | O eterno rei                                         | Odeon                   | LP                       | —                                                         |
| Antes de 1970 | Parceiros na glória - Francisco Alves e David Nasser | Odeon                   | LP                       | —                                                         |
| Antes de 1980 | Francisco Alves                                      | Continental             | LP                       | —                                                         |
| Antes de 1980 | Francisco Alves e seus amigos                        | EMI-Odeon/Fênix         | LP                       | —                                                         |
| Antes de 1980 | Entrevista com Chico Alves - 25 anos depois          | EMI                     | LP                       | —                                                         |